# 스콧 마이클 캠벨
스콧 마이클 캠벨(Scott Michael Campbell, 1971년 8월 14일 ~ )은 미국의 배우이다.

## 출연 작품
- 다이하드: 굿 데이 투 다이 - 캠프벨 드레포드 역
- 더 로드 홈
- 더 라스트 베스트 플레이스 (각본, 감독, 제작)
- 스위트 라이프
- 제시카 프로스트